# Gara Berlin-Charlottenburg
Gara Berlin-Charlottenburg este situat în cartierul  Charlottenburg, sectorul Charlottenburg-Wilmersdorf din Berlin . El fiind un punct de legătură pentru  trenul local S-Bahn Berlin cu liniile S5, S7, S75 și S9, cu trenurile regionale din Germania DB.

## Istoric
Gara a fost deschisă la data de 7. februarie 1882, fiind complet distrusă în timpul celui de al doilea război mondial, ea fiind restaurată provizoriu. Pentru a putea transforma strada Wilmersdorf, într-o promenadă, s-a iscat necesitatea creării unei legături de tramvai între străzile Kurfürstendamm și strada Kaiser-Friedrich, la care s-au adăugat problemele de circulație apărute după unirea Berlinului de Est cu cel de Vest, toate acestea au dus la necesitatea redeschiderii gării de cale ferată. Lucrările de amenajare a gării au început în anul 2003, linia de nord fiind deschisă în anul 2005.

## Linii de trenuri regionale și locale
| Linie | Traseu |
| ----- | --- |
| RE 1  | Magdeburg – Brandenburg – Potsdam – Berlin-Charlottenburg – Fürstenwalde (Spree) – Frankfurt (Oder) (– Eisenhüttenstadt) |
| RE 2  | Rathenow – Berlin-Spandau – Berlin-Charlottenburg – Königs Wusterhausen – Cottbus                                        |
| RE 7  | Dessau – Belzig – Berlin-Charlottenburg – Berlin-Schönefeld Flughafen – Wünsdorf-Waldstadt                               |
| RB 10 | Nauen – Berlin-Spandau – Berlin-Charlottenburg                                                                           |
| RB 14 | Nauen – Berlin-Spandau – Berlin-Charlottenburg – Berlin-Schönefeld Flughafen – Senftenberg                               |
| S -3. | Spandau – Charlottenburg – Köpenick – Erkner                                                                             |
| S -5. | Westkreuz – Charlottenburg – Lichtenberg – Strausberg Nord                                                               |
| S -7. | Potsdam Hauptbahnhof – Wannsee – Charlottenburg – Lichtenberg – Ahrensfelde                                              |
| S 75. | Spandau – Charlottenburg – Lichtenberg – Wartenberg                                                                      |